# Wilhelmina Minis-van de Geijn
Wilhelmina Anna Eleonora (Mien) Minis-van de Geijn (of -van de Geyn) (Puiflijk, 21 februari 1910 – Maastricht, 19 november 2009) was een Nederlandse paleontoloog.
Ze promoveerde in 1937 als een van de eerste vrouwen in Nederland in de natuurwetenschappen en vervulde vanaf 1939 verschillende functies bij het Natuurhistorisch Genootschap in Limburg, waaronder die van conservator van het Natuurhistorisch Museum Maastricht.

## Biografie
Wilhelmina van de Geijn werd geboren in Puiflijk (gem. Druten), in het land van Maas en Waal als dochter van Maria Johanna Mathilda Janssen (1871-1945) en Gijsbertus van de Geijn (1875-1954). Ze bezocht het  gymnasium "Sint Angela" van de Ursulinen in Venray. Dat was in 1915 gesticht en was toen het eerste rooms-katholieke gymnasium voor meisjes in Nederland. Ze deed in 1929 eindexamen gymnasium-β. In het gezin waar ze opgroeide was het gebruikelijk om na de middelbare school te gaan studeren, ook voor de meisjes. Mien vertrok naar Leiden, waar ze biologie studeerde. Ze deed als hoofdvak dierkunde en als bijvakken plantkunde en geologie. Ze woonde onder andere in de Pieterskerkkoorsteeg. In 1931 deed ze haar kandidaatsexamen; in 1934 haar doctoraalexamen.

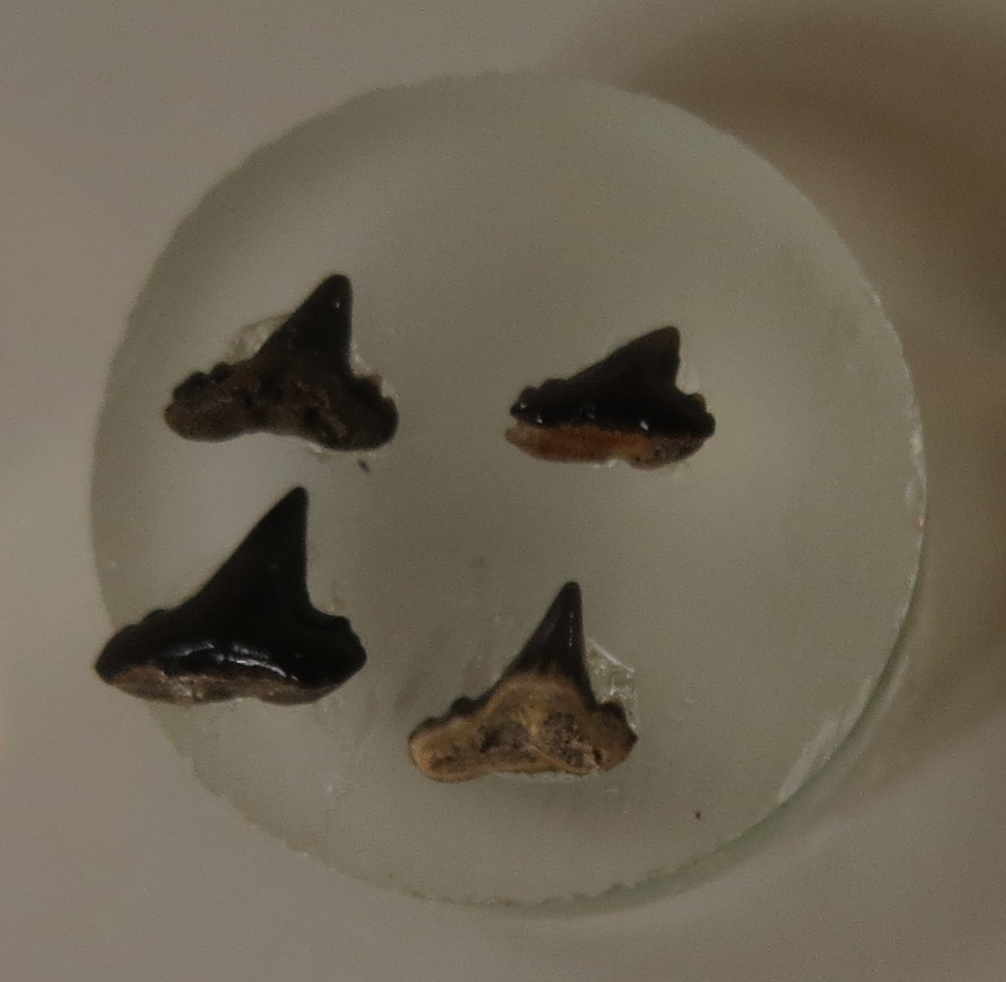
tanden van Palaeogaleus faujasi.

Van 1934 tot 1937 was ze werkzaam als assistente in het Rijks Geologisch Museum te Leiden, waar dr. I.M. van der Vlerk conservator was. Ze deed er onderzoek waarop ze op 2 december 1937 promoveerde. Haar proefschrift had een paleontologisch onderwerp: Das Tertiär der Niederlande mit besonderer Berücksichtigung der Selachierfauna. (het Tertiair in Nederland; met speciale aandacht voor de Elasmobranchii (haaien en roggen)). "Een bètavrouw die promoveerde in 1937 was een zeldzaamheid."
Ze beschrijft in haar proefschrift onder andere de "haaientanden van Elsloo", die tevoorschijn waren gekomen bij het graven van het Julianakanaal.  Deze haaientanden vormden een deel van de collectie die bijeengebracht was door dr. Hendrik Joseph Beckers (1862-1950) te Beek. Een nieuwe door haar in haar dissertatie beschreven soort was: Palaeogalus faujasi (Van de Geyn, 1937).
Van 1937 tot 1939 werkte ze aan het Mijnbouwkundig Instituut van de Technische Hogeschool Delft.
In 1939 werd Wilhelmina van de Geijn conservator van het Natuurhistorisch Museum Maastricht. Ze volgde rector Jos. Cremers op, die sinds de oprichting van het museum in 1912 de leiding erover had. Ze was in de loop van 1937 lid geworden van het Natuurhistorisch Genootschap in Limburg. De benoeming tot conservator van het Natuurhistorisch Museum Maastricht, op 16 mei 1939 door de gemeenteraad van Maastricht, ging blijkens de woorden van de toenmalige voorzitter van het Natuurhistorisch Genootschap in Limburg, rector Jos. Cremers, en van de secretaris, G.H. Waage, niet van een leien dakje. Het college van burgemeester en wethouders van Maastricht had, tegen de wens van het bestuur van het Genootschap in, een ander als eerste kandidaat voorgedragen. Maar de gemeenteraad koos toch voor de kandidaat van het Genootschap, en dat was Van de Geijn.
Toen ze in 1947 trouwde met Toine Minis moest ze haar taak als conservator van het museum beëindigen en werd ze opgevolgd door Eugène Kruytzer. Haar echtgenoot was van  8 september 1959 tot 30 januari 1974 gemeentesecretaris van Maastricht. Eind jaren 1950 was zij als docente biologie verbonden aan het pensionaat Blumenthal (beter bekend als 'Sacré-Coeur').
Wilhelmina bleef, nadat ze haar taak als conservator had moeten neerleggen, wel actief in het Natuurhistorisch Genootschap in Limburg. Ze was vele jaren bestuurslid en van 1945 tot 1953 en van 1967 tot 1973 hoofdredacteur van het Natuurhistorisch Maandblad.
Gedurende haar gehele Maastrichtse tijd heeft Wilhelmina in het "Huis op de Jeker" gewoond.
In 1987 werd ze benoemd tot lid van verdienste van het Natuurhistorisch Genootschap in Limburg.

## Trivia
- Wilhelmina Minis-van de Geijn is de grootmoeder van actrice en zangeres Hadewych Minis. [13]